# Trachypoma macracanthus
Trachypoma macracanthus, thường được gọi là cá mú chấm trắng hay cá mú Thái Bình Dương, là loài cá biển duy nhất thuộc chi Trachypoma trong họ Cá mú. Loài này được mô tả lần đầu tiên vào năm 1859.

## Phân bố và môi trường sống
S. macracanthus có phạm vi phân bố tương đối nhỏ hẹp ở vùng biển Tây Nam Thái Bình Dương. Chúng được tìm thấy tại phía đông nam và tây nam nước Úc, đảo Lord Howe, đảo Norfolk, rạn san hô Elizabeth và rạn san hô Middleton. Ngoài ra, chúng còn được tìm thấy tại New Zealand, quần đảo Kermadec, đảo Phục Sinh, quần đảo Desventuradas. S. macracanthus sinh sống xung quanh các rạn san hô ở vùng đáy cát; độ sâu được ghi nhận là khoảng 1 – 45 m.

## Mô tả
S. macracanthus trưởng thành đạt kích thước khoảng 22 cm. S. macracanthus có màu đỏ cam và được phủ chi chít những chấm nhỏ màu xanh lam nhạt trên khắp cơ thể và vây. Đôi mắt rất to.
Số gai ở vây lưng: 12; Số vây tia mềm ở vây lưng: 13 - 14; Số gai ở vây hậu môn: 3; Số vây tia mềm ở vây hậu môn: 6.
Thức ăn chủ yếu của loài này là các sinh vật phù du. S. macracanthus không có giá trị thương mại.